# Syzygium veillonii
Syzygium veillonii là một loài thực vật có hoa trong Họ Đào kim nương. Loài này được J.W.Dawson miêu tả khoa học đầu tiên năm 1999.